# Nukutavake (Polynésie française)
Nukutavake est une commune de la Polynésie française dans l'archipel des Tuamotu. Le chef-lieu de cette dernière est Nukutavake.

## Géographie
La commune est composée en 2017 de cinq atolls :
- Nukutavake (177 hab.)
- Vahitahi (68 hab.)
- Vairaatea (50 hab.)
- Pinaki (pas d'habitant permanent)
- Akiaki (pas d'habitant permanent)

## Démographie
L'évolution du nombre d'habitants est connue à travers les recensements de la population effectués dans la commune depuis 1971. À partir de 2006, les populations légales des communes sont publiées annuellement par l'Insee, mais la loi relative à la démocratie de proximité du 27 février 2002 a, dans ses articles consacrés au recensement de la population, instauré des recensements de la population tous les cinq ans en Nouvelle-Calédonie, en Polynésie française, à Mayotte et dans les îles Wallis-et-Futuna, ce qui n’était pas le cas auparavant. Pour la commune, le premier recensement exhaustif entrant dans le cadre du nouveau dispositif a été réalisé en 2002, les précédents recensements ont eu lieu en 1996, 1988, 1983, 1977 et 1971.
En 2017, la commune comptait 295 habitants, en diminution de 16,19 % par rapport à 2012
| 1971 | 1977 | 1983 | 1988 | 1996 | 2002 | 2007 | 2012 | 2017 |
| ---- | ---- | ---- | ---- | ---- | ---- | ---- | ---- | ---- |
| 230  | 196  | 297  | 296  | 328  | 278  | 319  | 352  | 295  |

| 2022 | - | - | - | - | - | - | - | - |
| ---- | - | - | - | - | - | - | - | - |
| 287  | - | - | - | - | - | - | - | - |

## Lieux et monuments
- Église du Christ-Roi de Vairaatea.
- Église Saint-Joachim de Nukutavake.
- Chapelle de Pinaki.